# 拉卡河
拉卡河是俄羅斯的河流，屬於庫洛伊河的左支流，由阿爾漢格爾斯克州負責管轄，河道全長157公里，流域面積1,390平方公里，河水主要來雨水和融雪，每年十月至翌年五月結冰。